# A' Katīgoria 1950-1951
La A' Katīgoria 1950-1951 fu la 14ª edizione del massimo campionato di calcio cipriota: il Çetinkaya Türk vinse il suo primo titolo.

## Stagione

### Novità
Nessuna novità fu introdotta in questo campionato: furono confermate sia la formula che le partecipanti della precedente stagione.

### Formula
Il campionato era formato da otto squadre e non erano previste retrocessioni; furono assegnati due punti in caso di vittoria, uno in caso di pareggio e zero in caso di sconfitta.
Le squadre si incontrarono in gironi di andata e ritorno per un totale di quattordici turni.

## Squadre partecipanti
| Club                | Città     | Stadio             | Stagione precedente |
| ------------------- | --------- | ------------------ | ------------------- |
| AEL Limassol        | Limassol  | Stadio GSO         | 4º in A' Katīgoria  |
| Anorthōsis          | Famagosta | Stadio GSE         | 1º in A' Katīgoria  |
| APOEL               | Nicosia   | Stadio Vecchio GSP | 3º in A' Katīgoria  |
| AYMA Nicosia        | Nicosia   | Stadio Vecchio GSP | 8º in A' Katīgoria  |
| Çetinkaya Türk      | Nicosia   | Stadio Vecchio GSP | 6º in A' Katīgoria  |
| EPA Larnaca         | Larnaca   | Stadio Vecchio GSZ | 2º in A' Katīgoria  |
| Olympiakos Nicosia  | Nicosia   | Stadio Vecchio GSP | 7º in A' Katīgoria  |
| Pezoporikos Larnaca | Larnaca   | Stadio Vecchio GSZ | 5º in A' Katīgoria  |

## Classifica finale
|                  | Pos. | Squadra             | Pt | G  | V | N | P | GF | GS | DR  |
| ---------------- | ---- | ------------------- | -- | -- | - | - | - | -- | -- | --- |
| Cipro (bandiera) | 1.   | Çetinkaya Türk      | 20 | 14 | 8 | 4 | 2 | 36 | 26 | +12 |
|                  | 2.   | APOEL               | 18 | 14 | 6 | 6 | 2 | 38 | 21 | +17 |
|                  | 3.   | Anorthōsis          | 17 | 14 | 6 | 5 | 3 | 31 | 24 | +7  |
|                  | 4.   | Pezoporikos Larnaca | 14 | 14 | 5 | 4 | 5 | 30 | 28 | +2  |
|                  | 5.   | EPA Larnaca         | 14 | 14 | 6 | 2 | 6 | 31 | 32 | -1  |
|                  | 6.   | AEL Limassol        | 11 | 14 | 5 | 1 | 8 | 33 | 36 | -3  |
|                  | 7.   | AYMA Nicosia        | 9  | 14 | 4 | 1 | 9 | 25 | 40 | -15 |
|                  | 8.   | Olympiakos Nicosia  | 9  | 14 | 2 | 5 | 7 | 22 | 39 | -17 |

### Verdetti
- Çetinkaya Türk campione di Cipro.